# 喬治湖 (密歇根州)
喬治湖（英語：Lake George）是位於美國密歇根州克萊爾縣的一個非建制地區。

## 地理
喬治湖所處的海拔為高於海平面339米（即1112英呎），而該地所採用的時區為UTC-5，即北美东部時區（EST）。同時該地設有夏令時間，為UTC-5調快一小時，即UTC-4（EDT）。